# PGC 12397
LEDA/PGC 12397 auch UGC 2665 ist eine Spiralgalaxie im Sternbild Perseus am Nordsternhimmel. Sie ist schätzungsweise 351 Millionen Lichtjahre von der Milchstraße entfernt und hat einen Durchmesser von etwa 130.000 Lichtjahren. Vom Sonnensystem aus entfernt sich das Objekt mit einer errechneten Radialgeschwindigkeit von näherungsweise 7.800 Kilometern pro Sekunde. 
Gemeinsam mit PGC 12417 bildet sie ein vermutlich gebundenes Galaxienpaar und ist Mitglied des Perseus-Galaxienhaufens.
Im selben Himmelsareal befinden sich unter anderem die Galaxien NGC 1278, PGC 12378, PGC 12416, PGC 2185245.